# Маринский (хутор)
Маринский — хутор в Еланском районе Волгоградской области России. Входит в состав Большевистского сельского поселения.

## География
Хутор находится в северной части Волгоградской области, в пределах Хопёрско-Бузулукской равнины, на левом берегу реки Бузулук, на расстоянии примерно 31 километра (по прямой) к югу от посёлка городского типа Елань, административного центра района.
Часовой пояс
Хутор Маринский, как и вся Волгоградская область, находится в часовой зоне МСК (московское время). Смещение применяемого времени относительно UTC составляет +3:00.

### Улицы
Уличная сеть хутора состоит из трёх улиц.

## История
В «Алфавитном списке населённых мест Области Войска Донского» населённый пункт упомянут как посёлок Мариинский Тростянской волости Хопёрского округа при реке Бузулук, расположенный в 145 верстах от окружной станицы Урюпинской. В Мариинском имелось 39 дворов и проживало 178 человек (95 мужчин и 83 женщины). Функционировала школа.
В 1928 году хутор Мариинский одноимённого сельсовета был включён в состав Даниловского района Камышинского округа (упразднён в 1930 году) Нижне-Волжского края (с 1934 года — Сталинградского края, с 1936 года — Сталинградской области). В том же году Мариинский сельсовет был присоединён к Николаевскому сельсовету. В период с 1935 по 1963 годы хутор являлся частью Вязовского района. В 1963 году, в связи с ликвидацией Вязовского района Маринский был включен в состав Еланского района.

## Население
| 2010 |
| ---- |
| 342  |

Гендерный состав
По данным Всероссийской переписи населения 2010 года в гендерной структуре населения мужчины составляли 45,3 %, женщины — соответственно 54,7 %.
Национальный состав
Согласно результатам переписи 2002 года, в национальной структуре населения русские составляли 91 % из 364 чел.

### Известные люди
Здесь родился Назаров, Михаил Георгиевич (1931—2008) — государственный деятель и ученый-экономист СССР.